# MT-TC
MT-TC是位于线粒体DNA上的一个长82碱基对（bp）的非编码基因，编码线粒体半胱胺酸转运RNA（tRNA）MT-tRNACys。MT-tRNACys能在线粒体翻译过程中将游离的半胱胺酸运输至转录中的线粒体核糖体上。线粒体半胱胺酸转运RNA与一般的转运RNA相同，呈现有三个臂的三叶草结构。
MT-TC基因位于人线粒体DNA上5761-5826bp位置。